# Emmygalan 2017

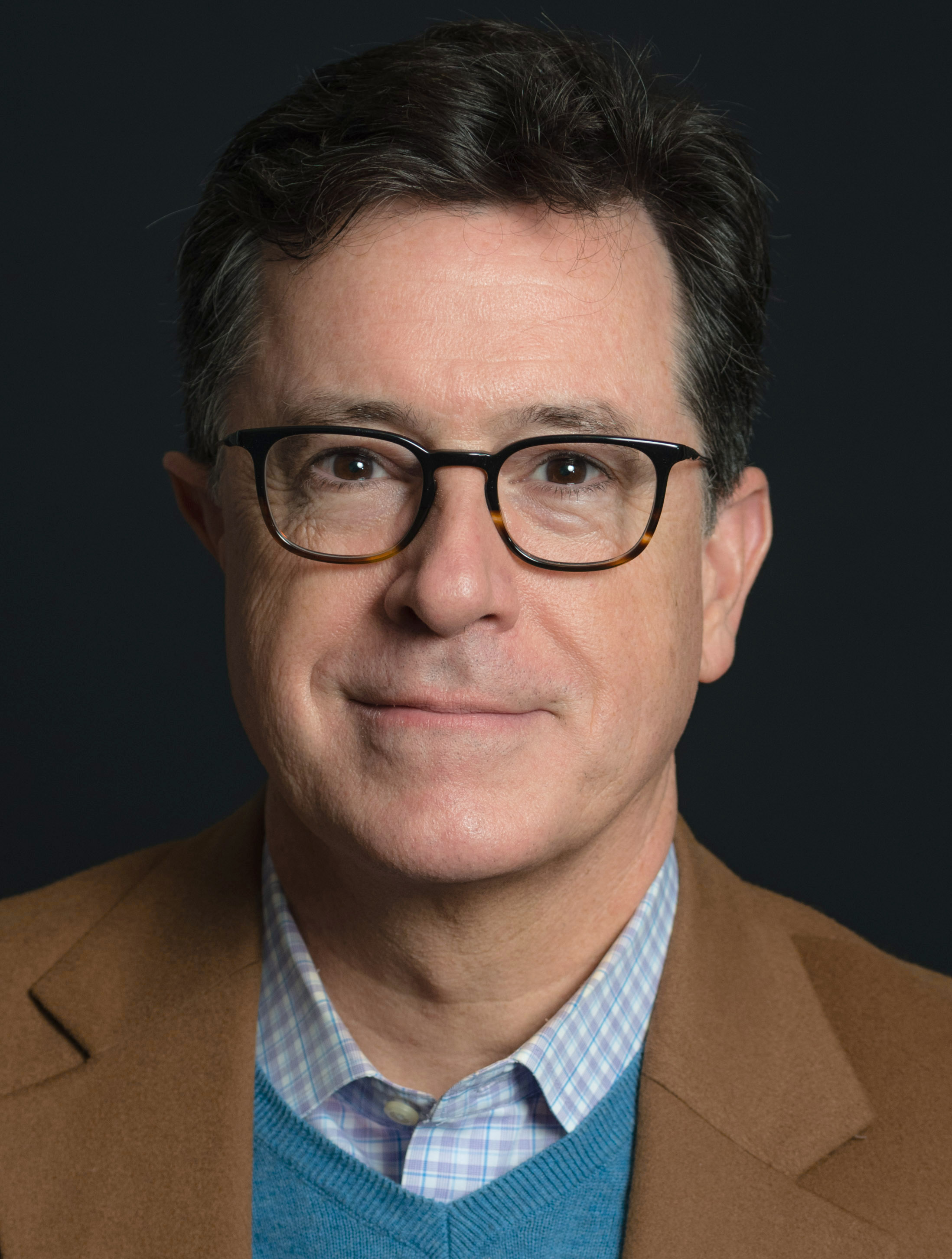
Stephen Colbert var programledare.

Emmy-galan 2017 var den 69:e upplagan av Primetime Emmy Awards som belönade insatser inom TV-produktioner som visades i USA mellan 1 juni 2016 och 31 maj 2017. Academy of Television Arts & Sciences delade ut priserna. Prisutdelningen hölls 17 september 2017 i Microsoft Theater i Los Angeles i Kalifornien och sändes live på TV-kanalen ABC. Komikern Stephen Colbert var programledare för kvällen.

## Nominerade

### TV-program
| Bästa komediserie | Bästa dramaserie |
| --- | --- |
| - Veep (HBO) - Atlanta (FX) - Black-ish (ABC) - Master of None (Netflix) - Modern Family (ABC) - Silicon Valley (HBO) - Unbreakable Kimmy Schmidt (Netflix)                                                                            | - The Handmaid's Tale (Hulu) - Better Call Saul (AMC) - The Crown (Netflix) - House of Cards (Netflix) - Stranger Things (Netflix) - This Is Us (NBC) - Westworld (HBO)                                                  |
| Bästa pratshow | Bästa sketchprogram |
| - Last Week Tonight with John Oliver (HBO) - Full Frontal with Samantha Bee (TBS) - Jimmy Kimmel Live! (ABC) - The Late Show with Stephen Colbert (CBS) - The Late Late Show with James Corden (CBS) - Real Time with Bill Maher (HBO) | - Saturday Night Live (NBC) - Billy on the Street (truTV) - Documentary Now! (IFC) - Drunk History (Comedy Central) - Portlandia (IFC) - Tracey Ullman's Show (HBO)                                                      |
| Bästa miniserie | Bästa TV-film |
| - Big Little Lies (HBO) - Fargo (FX) - Feud: Bette and Joan (FX) - Genius (National Geographic Channel) - The Night Of (HBO) | - Black Mirror: «San Junipero» (Netflix) - Dolly Parton's Christmas of Many Colors: Circle of Love (NBC) - The Immortal Life of Henrietta Lacks (HBO) - Sherlock: «The Lying Detective» (PBS) - The Wizard of Lies (HBO) |
| Bästa tävlingsprogram | |
| - The Voice (NBC) - The Amazing Race (CBS) - American Ninja Warrior (NBC) - Project Runway (Lifetime) - RuPaul's Drag Race (VH1) - Top Chef (Bravo)                                                                                    | |

### Skådespelare
| Bästa manliga huvudroll i en komediserie | Bästa kvinnliga huvudroll i en komediserie |
| --- | --- |
| - Donald Glover som Earnest «Earn» Marks i Atlanta - Anthony Anderson som Andre «Dre» Johnson, Sr. i Black-ish - Aziz Ansari som Dev Shah i Master of None - Zach Galifianakis som Chip Baskets and Dale Baskets i Baskets - William H. Macy som Frank Gallagher i Shameless - Jeffrey Tambor som Maura Pfefferman i Transparent                                           | - Julia Louis-Dreyfus som Selina Meyer i Veep - Pamela Adlon som Sam Fox i Better Things - Jane Fonda som Grace Hanson i Grace and Frankie - Allison Janney som Bonnie Plunkett i Mom - Ellie Kemper som Kimmy Schmidt i Unbreakable Kimmy Schmidt - Tracee Ellis Ross som Dr. Rainbow «Bow» Johnson i Black-ish - Lily Tomlin som Frankie Bergstein i Grace and Frankie  |
| Bästa manliga huvudroll i en dramaserie | Bästa kvinnliga huvudroll i en dramaserie |
| - Sterling K. Brown som Randall Pearson i This Is Us - Anthony Hopkins som Dr. Robert Ford i Westworld - Bob Odenkirk som Jimmy McGill i Better Call Saul - Matthew Rhys som Philip Jennings i The Americans - Liev Schreiber som Ray Donovan i Ray Donovan - Kevin Spacey som President Frank Underwood i House of Cards - Milo Ventimiglia som Jack Pearson i This Is Us | - Elisabeth Moss som June Osborne / Offred i The Handmaid's Tale - Viola Davis som Annalise Keating i How to Get Away with Murder - Claire Foy som Elizabeth II i The Crown - Keri Russell som Elizabeth Jennings i The Americans - Evan Rachel Wood som Dolores Abernathy i Westworld - Robin Wright som Claire Underwood i House of Cards                               |
| Bästa manliga huvudroll i en miniserie eller TV-film | Bästa kvinnliga huvudroll i en miniserie eller TV-film |
| - Riz Ahmed som Nasir «Naz» Khan i The Night Of (HBO) - Benedict Cumberbatch som Sherlock Holmes i Sherlock: «The Lying Detective» - Robert De Niro som Bernie Madoff i The Wizard of Lies (HBO) - Ewan McGregor som Ray Stussy och Emmit Stussy i Fargo (FX) - Geoffrey Rush som Albert Einstein i Genius (Nat Geo) - John Turturro som John Stone i The Night Of (HBO)   | - Nicole Kidman som Celeste Wright i Big Little Lies (HBO) - Carrie Coon som Gloria Burgle i Fargo (FX) - Felicity Huffman som Jeanette Hesby i American Crime (ABC) - Jessica Lange som Joan Crawford i Feud: Bette and Joan (FX) - Susan Sarandon som Bette Davis i Feud: Bette and Joan (FX) - Reese Witherspoon som Madeline Martha Mackenzie i Big Little Lies (HBO) |
| Bästa manliga biroll i en komediserie | Bästa kvinnliga biroll i en komediserie |
| - Alec Baldwin som Donald Trump i Saturday Night Live - Louie Anderson som Christine Baskets i Baskets - Tituss Burgess som Titus Andromedon i Unbreakable Kimmy Schmidt - Ty Burrell som Phil Dunphy i Modern Family - Tony Hale som Gary Walsh i Veep - Matt Walsh som Mike McLintock i Veep                                                                             | - Kate McKinnon som olika rollfigurer i Saturday Night Live - Vanessa Bayer som olika rollfigurer i Saturday Night Live - Anna Chlumsky som Amy Brookheimer i Veep - Kathryn Hahn som Raquel Fein i Transparent - Leslie Jones som olika rollfigurer i Saturday Night Live - Judith Light som Shelly Pfefferman i Transparent                                             |
| Bästa manliga biroll i en dramaserie | Bästa kvinnliga biroll i en dramaserie |
| - John Lithgow som Winston Churchill i The Crown - Jonathan Banks som Mike Ehrmantraut i Better Call Saul - David Harbour som Jim Hopper i Stranger Things - Ron Cephas Jones som William H. Hill i This Is Us - Michael Kelly som Doug Stamper i House of Cards - Mandy Patinkin som Saul Berenson i Homeland - Jeffrey Wright som Bernard Lowe i Westworld               | - Ann Dowd som aunt Lydia i The Handmaid's Tale - Uzo Aduba som Suzanne «Crazy Eyes» Warren i Orange Is the New Black - Millie Bobby Brown som Eleven / Jane Ives i Stranger Things - Chrissy Metz som Kate Pearson i This Is Us - Thandie Newton som Maeve Millay i Westworld - Samira Wiley som Moira i The Handmaid's Tale                                             |
| Bästa manliga biroll i en miniserie eller TV-film | Bästa kvinnliga biroll i en miniserie eller TV-film |
| - Alexander Skarsgård som Perry Wright i Big Little Lies - Bill Camp som Dennis Box i The Night Of - Alfred Molina som Robert Aldrich i Feud: Bette and Joan - David Thewlis som V.M. Varga i Fargo - Stanley Tucci som Jack L. Warner i Feud: Bette and Joan - Michael K. Williams som Freddy Knight i The Night Of                                                       | - Laura Dern som Renata Klein i Big Little Lies - Judy Davis som Hedda Hopper i Feud: Bette and Joan - Jackie Hoffman som Mamacita i Feud: Bette and Joan - Regina King som Kimara Walters i American Crime - Michelle Pfeiffer som Ruth Madoff i The Wizard of Lies - Shailene Woodley som Jane Chapman i Big Little Lies                                                |

### Regi
| Bästa regi av en komediserie | Bästa regi av en dramaserie |
| --- | --- |
| - Atlanta («B.A.N.») – Donald Glover - Silicon Valley («Intellectual Property») – Jamie Babbit - Silicon Valley («Server Error») – Mike Judge - Veep («Blurb») – Morgan Sackett - Veep («Justice») – Dale Stern - Veep («Groundbreaking») – David Mandel                                                                              | - The Handmaid's Tale («Offred») – Reed Morano - Better Call Saul («Witness») – Vince Gilligan - The Crown («Hyde Park Corner») – Stephen Daldry - The Handmaid's Tale («The Bridge») – Kate Dennis - Homeland («America First») – Lesli Linka Glatter - Stranger Things («Chapter One: The Vanishing of Will Byers») – Bröderna Duffer - Westworld («The Bicameral Mind») – Jonathan Nolan |
| Bästa regi av en underhållningsserie | Bästa regi av en miniserie, film eller dramaspecial |
| - Saturday Night Live («Host: Jimmy Fallon») – Don Roy King - Drunk History («Hamilton») – Jeremy Konner och Derek Waters - Jimmy Kimmel Live! («The (RED) Show») – Andy Fisher - Last Week Tonight with John Oliver («Multi-Level Marketing») – Paul Pennolino - The Late Show with Stephen Colbert («Episode 0179») – Jim Hoskinson | - Big Little Lies – Jean-Marc Vallée - Fargo («The Law of Vacant Places») – Noah Hawley - Feud: Bette and Joan («And the Winner Is... (The Oscars of 1963)») – Ryan Murphy - Genius («Einstein: Chapter One») – Ron Howard - The Night Of («The Art of War») – James Marsh - The Night Of («The Beach») – Steve Zaillian                                                                    |

### Manus
| Bästa manus till en komediserie | Bästa manus till en dramaserie |
| --- | --- |
| - Master of None («Thanksgiving») – Aziz Ansari och Lena Waithe - Atlanta («B.A.N.») – Donald Glover - Atlanta («Streets on Lock») – Stephen Glover - Silicon Valley («Success Failure») – Alec Berg - Veep («Georgia») – Billy Kimball - Veep («Groundbreaking») – David Mandel | - The Handmaid's Tale («Offred») – Bruce Miller - The Americans («The Soviet Division») – Joel Fields och Joe Weisberg - Better Call Saul («Chicanery») – Gordon Smith - The Crown («Assassins») – Peter Morgan - Stranger Things («Chapter One: The Vanishing of Will Byers») – Brødrene Duffer - Westworld («The Bicameral Mind») – Lisa Joy och Jonathan Nolan                         |
| Bästa manus till en underhållningsserie | Bästa manus till en miniserie, film eller dramaspecial |
| - Last Week Tonight with John Oliver - Full Frontal with Samantha Bee - Late Night with Seth Meyers - The Late Show with Stephen Colbert - Saturday Night Live | - Black Mirror («San Junipero») – Charlie Brooker - Big Little Lies – David E. Kelley - Fargo («The Law of Vacant Places») – Noah Hawley - Feud: Bette and Joan («And the Winner Is... (The Oscars of 1963)») – Ryan Murphy - Feud: Bette and Joan («Pilot») – Jaffe Cohen, Michael Zam Westworld Ryan Murphy - The Night Of («The Call of the Wild») – Richard Price och Steven Zaillian |